# Georges Jean Victor Haussmann
Pour les articles homonymes, voir Hausmann.
Georges Jean Victor Haussmann est un homme politique français né le 13 juillet 1847 à Versailles (Yvelines) et mort le 18 janvier 1902 à Versailles.
Neveu d'un ancien maire de Versailles, il commence sa carrière comme attaché au cabinet de son cousin le baron Haussmann, préfet de la Seine. Avocat à Versailles en 1870, il devient bâtonnier. Conseiller général de 1886 à 1898, il est député de Seine-et-Oise de 1889 à 1893 et de 1898 à 1902, siégeant d'abord comme boulangiste puis comme républicain. Il est enterré au cimetière Notre Dame, à Versailles

## Sources
« Georges Jean Victor Haussmann », dans le Dictionnaire des parlementaires français (1889-1940), sous la direction de Jean Jolly, PUF, 1960 